# 시노프주

시노프주의 위치

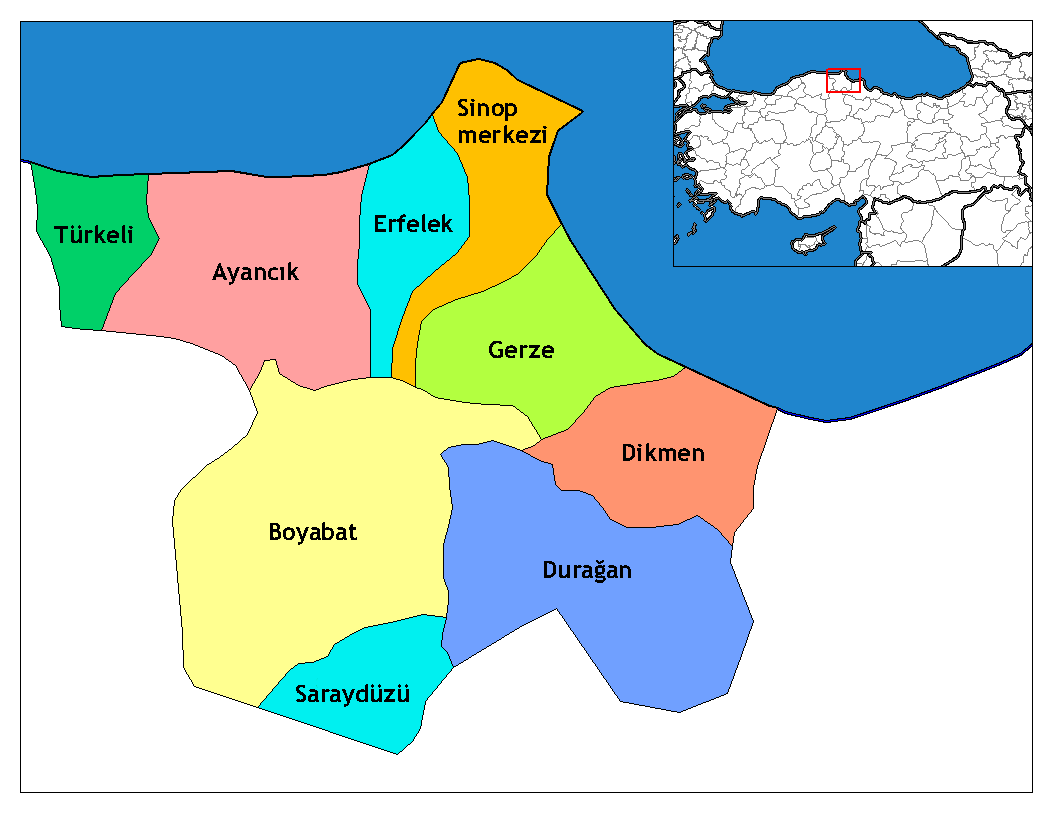
시노프주의 군

시노프주(튀르키예어: Sinop ili)는 튀르키예 북부와 흑해 연안에 위치한 주로, 흑해 지역에 속한다. 주도는 시노프이며 면적은 5,862km2, 인구는 185,891명(2006년 기준), 자동차 번호는 57번, 시외전화 지역번호는 0368번이다. 서쪽으로는 카스타모누주, 남쪽으로는 초룸주, 남동쪽으로는 삼순주와 접하며 9개 군을 관할한다.